# Wilde Sumpfkresse
Die Wilde Sumpfkresse (Rorippa sylvestris) ist eine Pflanzenart aus der Gattung der Sumpfkressen (Rorippa) innerhalb der Familie der Kreuzblütengewächse (Brassicaceae).

## Beschreibung

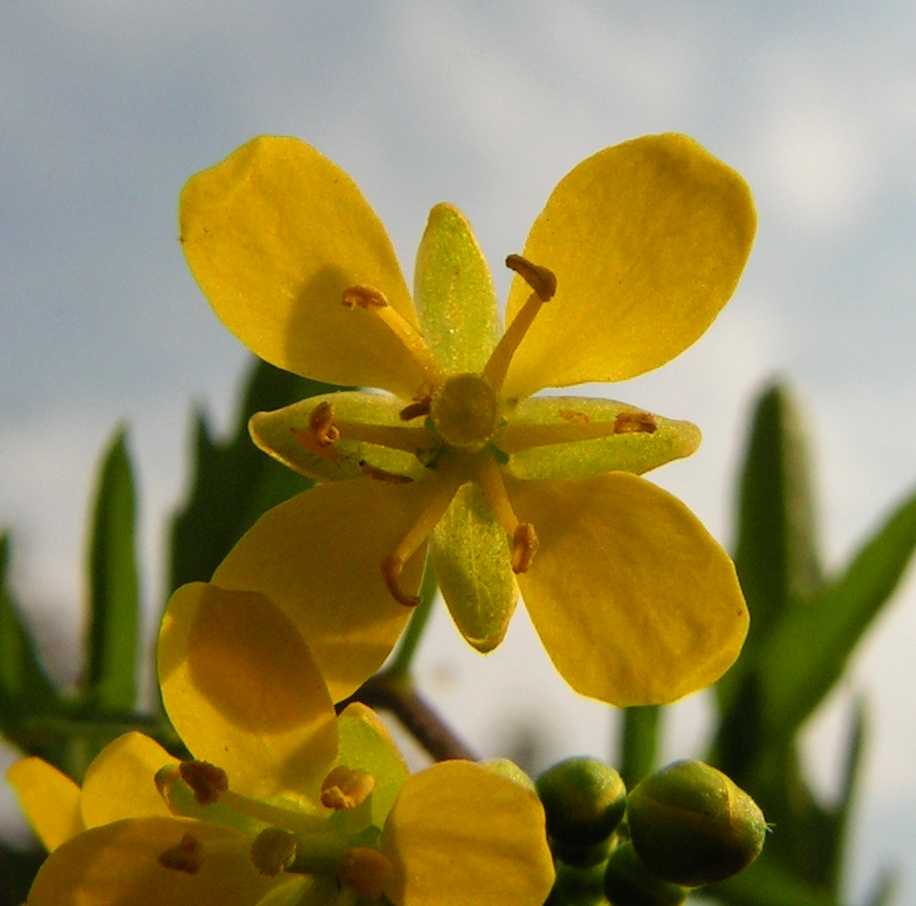
Vierzählige Blüte im Detail

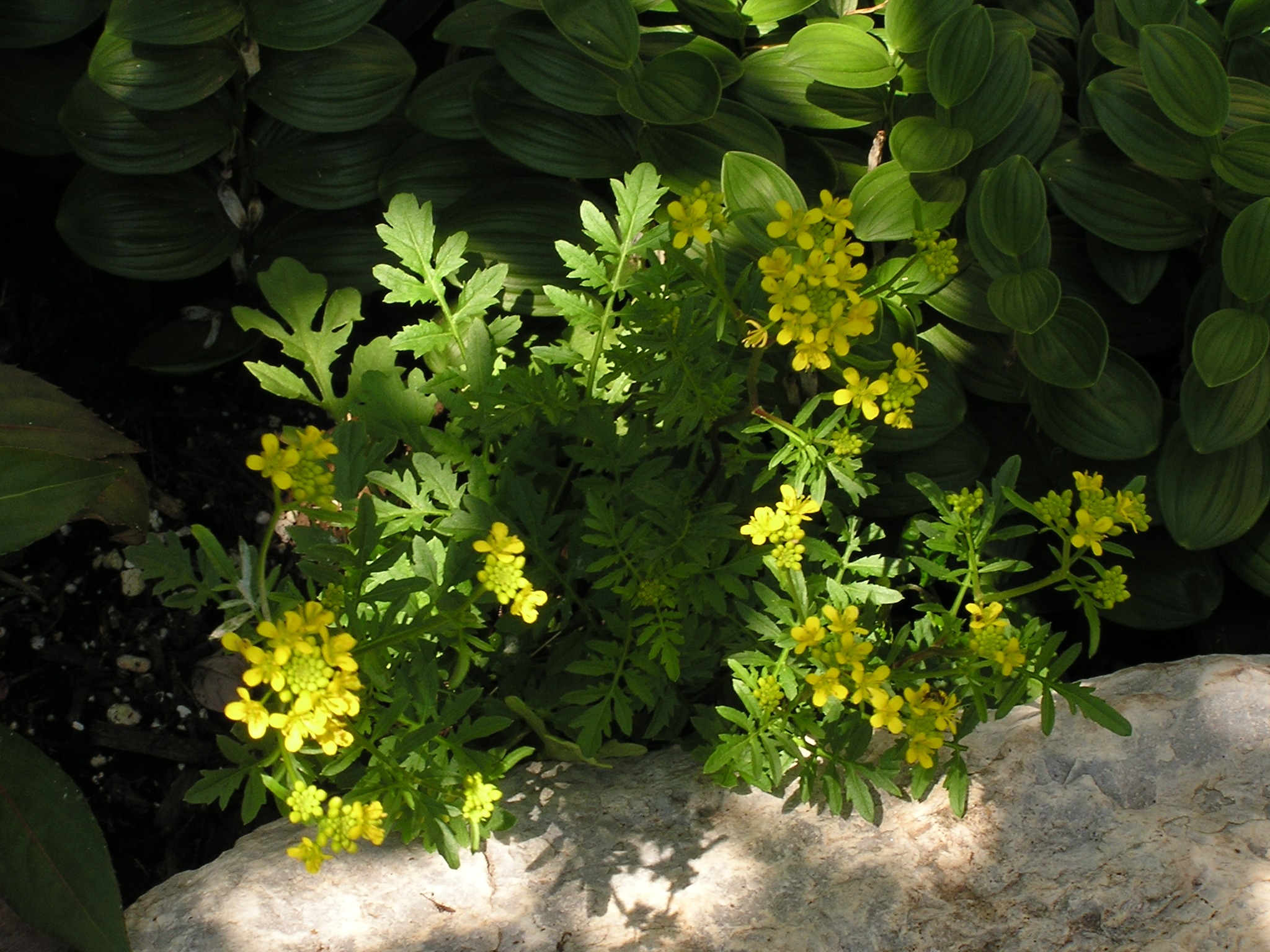
Habitus, Laubblätter und Blütenstände von oben

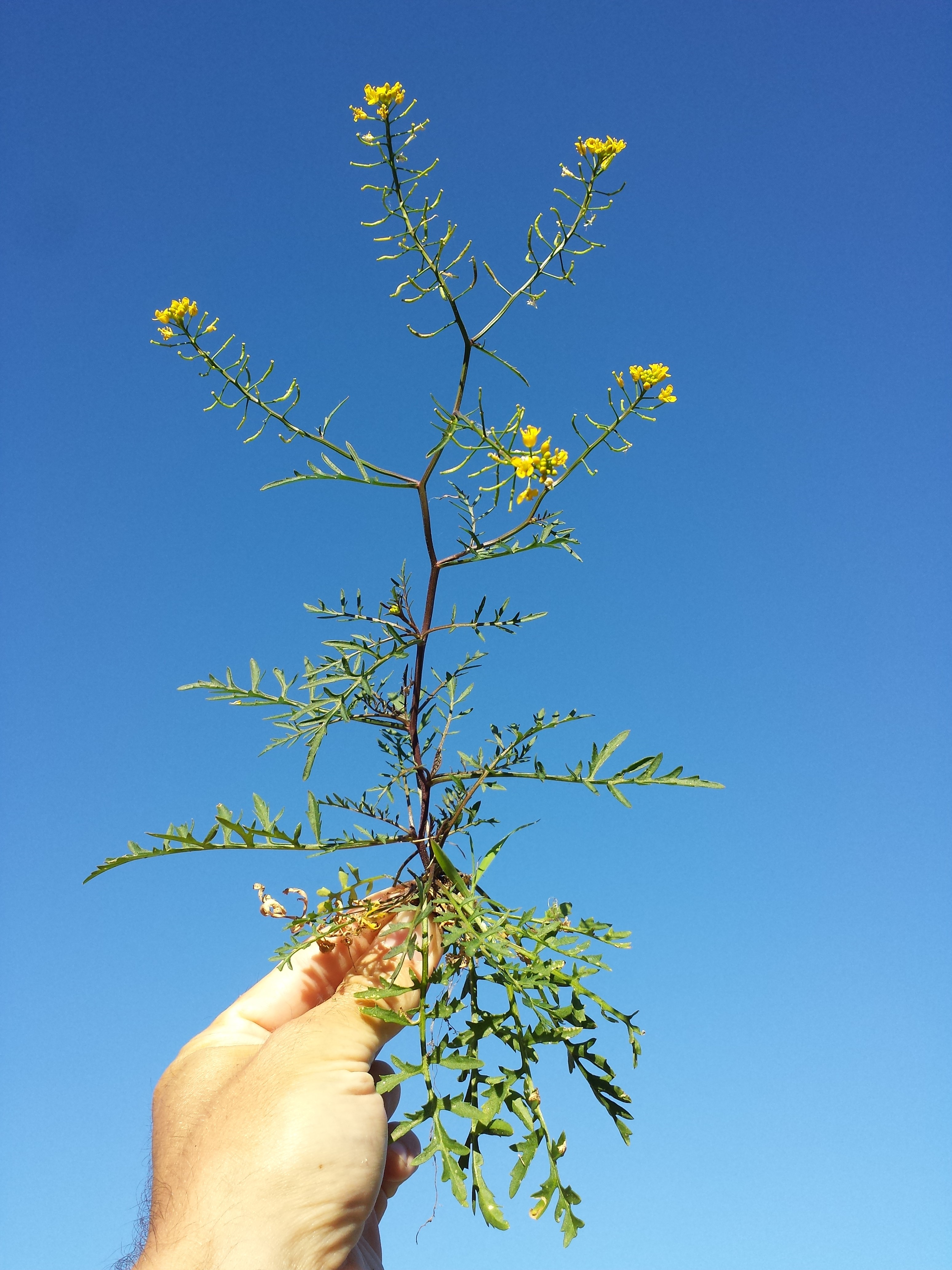
Habitus

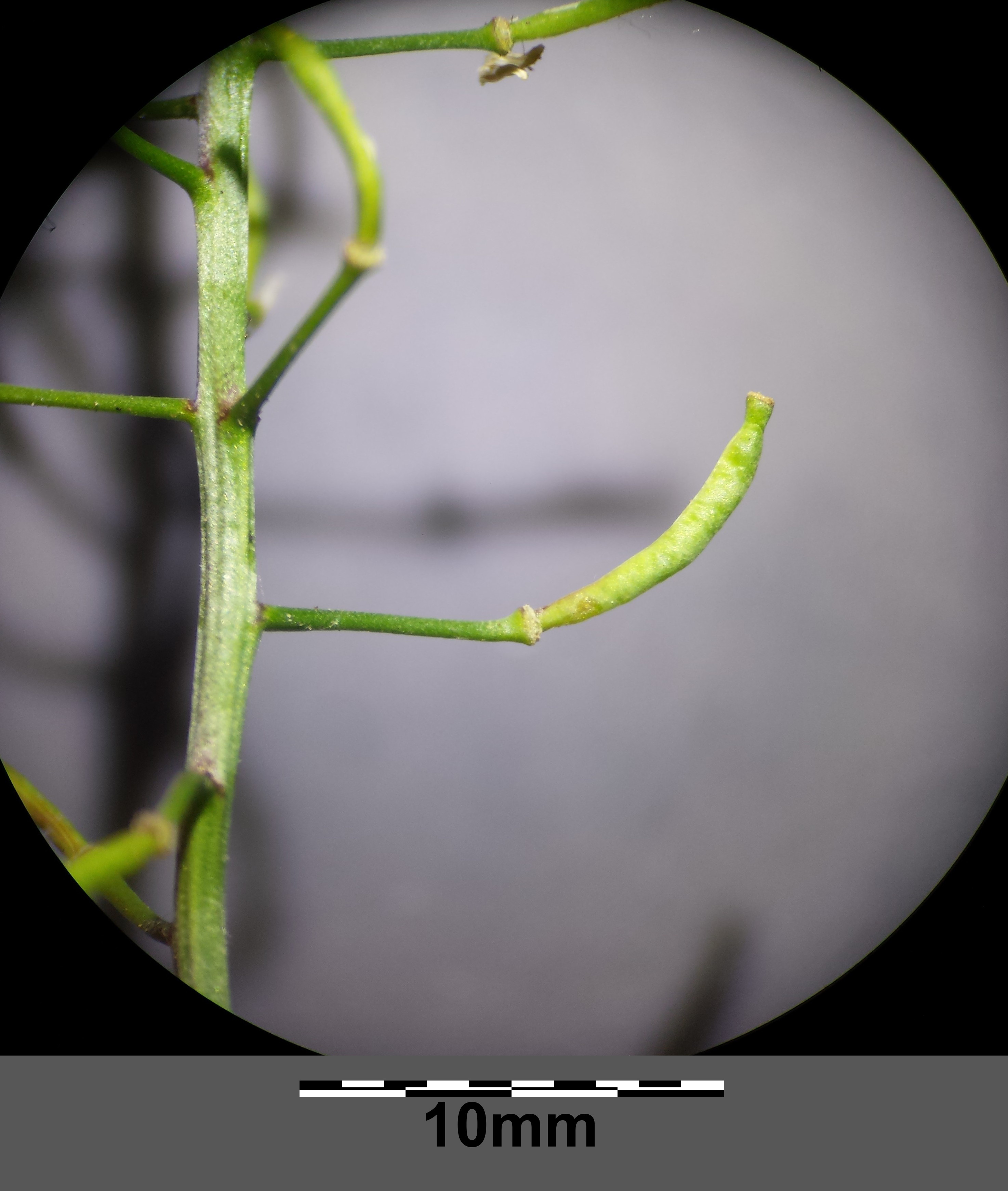
Frucht

### Erscheinungsbild und Blatt
Die Wilde Sumpfkresse wächst als überwinternd grüne, ausdauernde krautige Pflanze und erreicht Wuchshöhen von 20 bis 60 Zentimetern. Es handelt sich um eine mit Blattrosetten überwinternde Art, die unterirdische, verzweigte, dünne Ausläufer treibt. Der niederlegende, aufrechte bis aufsteigende Stängel ist verzweigt, kahl oder schwach mit sehr kurzen Haaren besetzt. 
Die Laubblätter sind meist in Blattstiel sowie Blattspreite gegliedert und nicht stängelumfassend. Die unteren Laubblätter sind gefiedert bis fiederteilig und besitzen vier bis sieben Paare gezähnte bis fiederteilige Abschnitte auf jeder Seite. Die oberen Laubblätter können sitzend sein und haben oft schmälere und ungeteilte Abschnitte.

### Blütenstand, Blüte und Frucht
Die Blütezeit reicht vorwiegend von Juni bis Oktober. Die traubigen Blütenstände sind selten über 10 Zentimeter lang. 
Die zwittrigen Blüten sind vierzählig. Die vier Kelchblätter sind bei einer Länge von 2 bis 3 Millimetern elliptisch bis länglich. Die vier goldgelben, freien Kronblätter sind bei einer Länge von 4 bis 5 Millimetern verkehrt-eiförmig. Es sind sechs Staubblätter vorhanden. Im Kronengrund sind zwischen je zwei Staubfäden je zwei Nektarien inseriert.
Die waagerechten oder leicht nach oben abstehenden Fruchtstiele sind bis zu 12 Millimeter lang. Die Schoten sind bei einer Länge von 8 bis 18 Millimetern sowie einer Breite von etwa 1 Millimetern linealisch, spitz und gerade oder leicht gekrümmt.

### Chromosomensatz
Die Chromosomenzahl beträgt 2n = 32, seltener 40 oder 48.

## Inhaltsstoffe
Die Wurzeln enthalten das Senföl Hirsutin.

## Ökologie
Die Wilde Sumpfkresse ist ein Hemikryptophyt, genauer eine Schaftpflanze. Mit den bis zu 0,75 Meter tiefen Wurzeln und als Kriechpionier kann die Wilde Sumpfkresse zur Uferbefestigung genutzt werden. Es erfolgt vegetative Vermehrung als rasenbildender Kriechpionier und durch Wurzelsprosse bzw. durch Blattknospen. Ganze Pflanzen können durch Hochwasser ausgebreitet werden.
Blütenökologisch handelt es sich um „Kleine Trichterblumen“, deren goldgelbe Blütenkronblätter den Kelch überragen. Die Narben und die Staubbeutel der vier längeren Staubblätter stehen in gleicher Höhe, so dass Besucher mit dem Kopf beides berühren, wobei Selbst- und Fremdbestäubung erfolgt. Bei Regenwetter öffnet sich die Blütenkrone nur halb, und es findet durch die längeren Staubblätter spontane Selbstbestäubung statt. Die Bestäubung erfolgt durch Insekten, wie Hummeln, Bienen und Schwebfliegen.
Es erfolgt Wasserausbreitung der Samen und Früchte sowie Menschenausbreitung.

## Vorkommen
Rorippa sylvestris ist von Europa bis Indien und Japan verbreitet. Sie ist ein eurasisch-subozeanisch-submediterranes Florenelement. In Neuseeland, Nord- und Südamerika ist sie ein Neophyt.
In Österreich ist sie häufig zu finden. In den Allgäuer Alpen steigt sie in Vorarlberg am Fuß des Walmendinger Horns am Oberen Heuberghaus bis zu einer Höhenlage von 1440 Metern auf. In der Schweiz kommt sie hauptsächlich in den niederen Lagen vor. Die Wilde Sumpfkresse kommt in Deutschland meist verbreitet vor; nur in West- und Nordostdeutschland ist sie selten zu finden. 
Die ökologischen Zeigerwerte nach Landolt et al. 2010 sind in der Schweiz: Feuchtezahl F = 3+w+ (feucht aber stark wechselnd), Lichtzahl L = 4 (hell), Reaktionszahl R = 4 (neutral bis basisch), Temperaturzahl T = 3+ (unter-montan und ober-kollin), Nährstoffzahl N = 4 (nährstoffreich), Kontinentalitätszahl K = 2 (subozeanisch), Salztoleranz 1 = tolerant.
Die Wilde Sumpfkresse wächst auf Flutrasen- und in Schuttunkraut-Gesellschaften. Man findet sie vor allem an Ufern, in Gräben, auf Äckern und in Forstbaumschulen. Sie gedeiht am besten auf meist feuchten, nährstoffreichen, stickstoffhaltigen, humosen Böden.
Nach Erich Oberdorfer ist sie eine Charakterart des Rorippo-Agrostietum stoloniferi aus dem  Verband Agropyro-Rumicion. Nach Heinz Ellenberg ist sie eine Charakterart des Verbandes der Flussufer-Röhrichte (Phalaridion arundinaceae).

## Taxonomie und Systematik
Die Erstveröffentlichung erfolgte 1753 unter dem Namen (Basionym) Sisymbrium sylvestre durch Carl von Linné. Die Neukombination zu Rorippa sylvestris (L.) Besser wurde 1822 durch Wilibald Swibert Joseph Gottlieb von Besser in Enumeratio plantarum hucusque in Volhynia, Podolia, Gub. Kiioviensi, Bessarbia cis-tyraica et circa Odessam collectarum, simul cum observationibus in primitias florae Galiciae austriacae ... S. 27 veröffentlicht. Das Artepitheton sylvestris bedeutet „wildwachsend“.
Man kann zwei Unterarten unterscheiden:
- Rorippa sylvestris subsp. sylvestris
- Rorippa sylvestris subsp. kerneri (Menyh.) Soó (Syn.: Rorippa kerneri Menyh.): Sie kommt in Ungarn, Serbien, Nordmazedonien, Moldawien und in Rumänien vor.[5]